# Selección de rugby league de Islas Cook
La selección de rugby league de Islas Cook representa a las Islas Cook en competiciones de selecciones nacionales de rugby league.
Su apodo es "The kuki's", y utiliza vestimenta verde con vivos amarillos.
El ente encargado de la selección es la Cook Islands Rugby League Association.
Está afiliado a la Asia-Pacific Rugby League Confederation.
Ha clasificado a la Copa del Mundo de Rugby League en tres ocasiones en las cuales no pudo avanzar de la fase de grupos.

## Palmarés
Mundial de Naciones Emergentes
- Campeón (1): 1995

Pacific Cup
- Campeón (1): 2004
- Subcampeón (1): 2009

Juegos del Pacífico
- Medalla de plata: 2007

## Participación en copas

#### Copa del Mundo de Rugby League
- 1954 al 1989/92: sin  participación
- 1995 : no clasificó
- 2000 : fase de grupos[1]
- 2008 : no clasificó
- 2013 : fase de grupos[2]
- 2017 : no clasificó
- 2021 : fase de grupos

#### Mundial de Naciones Emergentes
- 1995 : Campeón

#### Pacific Rugby League Championship
- 2023 : 6° puesto
- 2024 : 6° puesto